# Антипротон
Антиротон ({\displaystyle {\bar {p}}}, изговара се пе са цртом) је античестица протона. Антипротон је стабилна честица али у земаљским условима је кратког живота јер у судару са протоном долази од анихилације честица уз ослобађање огромне енергије. Пронашли су га 1955. године Емилио Сегре и Овен Чемберлен за шта су поделили Нобелову награду за физику 1959.
За настанак антипротона потребна је огромна енергија еквивалентна температури од 1013 K, и осим Великог праска, то се у природи не дешава спонтано. Међутим, у ЦЕРН-у, антипротони се производе тако што се иридијумска мета бомбардује протонима убрзаним у протонском синхротрону до енергија од 26 GeV. Енергија таквог једног судара довољна је да се створи антипротон чија енергија масе мировања износи око 1 GeV (E=mc²). У таквом једносм судару ствара се огроман број различитих честица а антипротони се издвајају магнетским пољем у вакууму. Средином јуна 2006. у ЦЕРНУ је измерена маса антипротона која је 1836,153674 већа од масе електрона, са неизвесношћу од +/- 5 јединица на шестој децимали. У границама грешке та је маса једнака маси 'обичног' протона.
Постојање антипротона са -1 електричним набојем, супротно од +1 електричног наелектрисања протона, предвидео је Пол Дирак у свом предавању при додели Нобелове награде 1933. године. Дирак је добио Нобелову награду за објављивање своје Диракове једначине из 1928. године која је предвидела постојање позитивних и негативних решења Ајнштајнове енергетске једначине ({\displaystyle E=mc^{2}}) и постојање позитрона, аналога електрона антиматерије, са супротним наелектрисањем и спином.
Антипротон су први експериментално потврдили 1955. године у акцелератору честица Беватрон физичари са Универзитета Калифорније у Берклију Емилио Сегре и Овен Чејмберлен, за шта су 1959. добили Нобелову награду за физику.
Што се тиче валентних кваркова, антипротон се састоји од два горња антикварка и једног доњег антикварка (uud). Све особине антипротона које су мерене одговарају кореспондирајућим својствима протона, са изузетком да антипротон има електрични набој и магнетни момент који су супротни онима у протону. Питања о томе како се материја разликује од антиматерије, као и важност антиматерије у објашњавању како је наш универзум преживео Велики прасак, остају отворени проблеми. Они су делом отворени због релативне несташице антиматерије у данашњем универзуму.

## Појава у природи
Антипротони су детектовани у космичким зрацима пре више од 25 година, прво помоћу инструмената ношених балонима а касније помоћу детектора на сателитима. Сматра се да антипротони у космичким зрацима потичу из судара космичких протона огромне енергије са атомским језгрима међузвездане средине према реакцији: 
{\displaystyle pA\rightarrow p{\bar {p}}pA}
Секундарни анториотони ({\displaystyle {\bar {p}}}) даље се крећу кроз галаскију усмерени галактичким магентним пољем. Њихов енергијски спектар одређен је сударима са осталим атомима међузвездане средине а, поред анихилације са протонима, из галаксије могу да се изгубе 'цурењем'. 
Енергетски спектар антипротонских космичких зрака сада се поуздано мери и у складу је са овом стандардном сликом производње антипротона сударима космичких зрака. Ова експериментална мерења постављају горње границе за број антипротона који се могу произвести на егзотичне начине, као што је анихилација суперсиметричних честица тамне материје у галаксији или Хокингово зрачење изазвано испаравањем примордијалних црних рупа. Ово такође обезбеђује доњу границу животног века антипротона од око 1-10 милиона година. Пошто је галактичко време складиштења антипротона око 10 милиона година, животни век унутрашњег распада би модификовао време галактичког боравка и изобличио спектар антипротона космичких зрака. Ово је знатно строжије од најбољих лабораторијских мерења животног века антипротона:
- LEAR сарадња у CERN-у: 0,08 years
- Антиводонична Пенингова замка Габриелса et al.: 0,28 years[5]
- експеримент у CERN-у: 10,2 years[6]
- сарадња у Фермилабу: 50000 years за p → μ− + било шта
- сарадња у Фермилабу: 300000 years за p → e− + γ

 симетрија предвиђа да ће величина својстава антипротона бити тачно повезана са својствима протона. Конкретно, CPT симетрија предвиђа да маса и животни век антипротона буду исти као и они за протон, а електрични набој и магнетни момент антипротона да буду супротни по предзнаку и једнаки по величини онима протона. CPT симетрија је основна последица квантне теорије поља и никада није откривено њено кршење.

### Списак недавних експеримената за детекцију антипротона из космичких зарака
- : експерименти ношени балонима, у летовима 1993., 1995., и 1997.
- : експеримент ношен балоном, 1994.[7]
- : балоном ношен експеримент у лету из 2000.
- : Алфа магнетни спектрометар, експеримент из свемира, протип летео свемирским шатлом 1998, намењен Међународној орбиталној станици али још није лансиран.
- : Сателитски експеримент за детекцију космичких зрака и антиматерије из свемира, лансиран јуна 2006.[8]

## Савремени експерименти и примене

### Продукција
Антипротони се рутински производе у Фермилабу у експериментима на Теватрону где се сударају са протонима. Сударањем антипротона са протоном постиже се већа енергија у судару кваркова и антикваркова него у судару протона са протоном. То је зато што валентни кваркови у протону, а валентни антикваркови у антипротону, теже да носе највећи део момента протона или антипротона.
Формирање антипротона захтева енергију која је еквивалентна температури од 10 трилиона  (1013 ), а то се не дешава природно. Међутим, у CERN-у, протони се убрзавају у протонском синхротрону до енергије од 26 GeV, а затим се разбијају у иридијумски штап. Протони се одбијају од језгара иридијума са довољно енергије да се створи материја. Формира се низ честица и античестица, а антипротони се одвајају помоћу магнета у вакууму.

### Мерења
У јулу 2011, експеримент ASACUSA у CERN-у је утврдио да је маса антипротона 1836,1526736(23) пута већа од масе електрона. Ово је исто као и маса протона, унутар нивоа сигурности експеримента.
У октобру 2017. године, научници који раде на експерименту BASE у CERN-у известили су о мерењу антипротонског магнетног момента са прецизношћу од 1,5 делова на милијарду. То је у складу са најпрецизнијим мерењем магнетног момента протона (такође направљеним од стране BASE 2014. године), што подржава хипотезу о  симетрији. Ово мерење представља први случај да је неко својство антиматерије познато прецизније од еквивалентног својства материје.

### Могуће примене
У лабораторијским експериментима је показано да антипротони имају потенцијал за лечење одређених карцинома, сличним методом који се тренутно користи за јонску (протонску) терапију. Примарна разлика између антипротонске терапије и протонске терапије је у томе што након депоновања јонске енергије антипротон анихилира, депонујући додатну енергију у канцерогеном региону.